# Josep Maria Tormo i Tarrés
Josep Maria Tormo i Tarrés   (Barcelona, 22 de juliol de 1894 - Barcelona, 4 de gener de 1970) fou un futbolista català de la dècada de 1910.
Excel·lent golejador. Fou jugador del Salut SC, Casual SC i RCD Espanyol, club amb el qual disputà tres campionats de Catalunya, guanyant l'edició de 1915.
També fou directiu de l'Espanyol.

## Palmarès
- Campionat de Catalunya de futbol:
  - 1914-15